# Astrostole scabra
Astrostole scabra là tên của một loài sao biển nằm trong họ Asteroidea và là loài bản địa của New Zealand, miền đông và miền nam của Úc. Chúng sinh sống ở vùng thủy triều lên xuống. Người ta thường thấy nó bám trên cọc ở cầu tàu.

## Mô tả
Đường kính của nó là 35 cm, nó có 7 cánh, có màu từ cam đến đỏ đậm, thậm chí là màu nâu hoặc là từ màu xanh dương nhạt đến màu xám. Bề mặt trên của nó có những đốm nhỏ, gai ở đó thì cùn, không như gai ở mặt bên của cánh. Ở con non thì gai có màu xanh dương.
Những cá thể sống ở vùng bờ biển có thủy triều lên xuống thì nhìn chung có kích thước nhỏ hơn các cá thể ở vùng cận thủy triều. Nhưng bù lại, chúng lại mập hơn để không bị sóng biển lật ngửa, thêm nữa, chúng gây ra nhiều tổn thương cho kẻ thù hơn các cá thể ở vùng cận thủy triều.

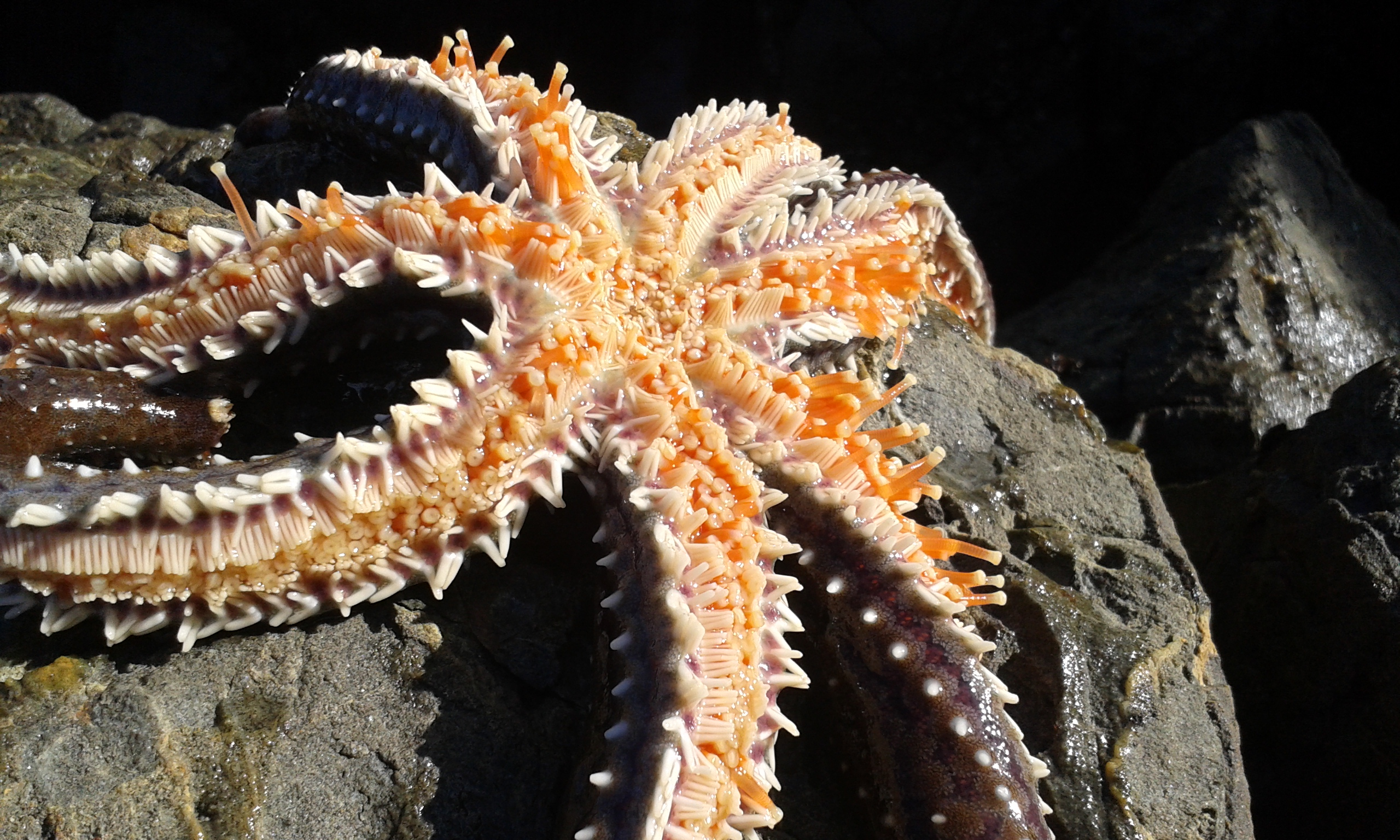
Mặt bụng và chân ống của A. scabra

## Sinh thái học
Chúng sinh sống ở những vùng san hô nhiều đá cận thủy triều. Các cá thể trưởng thành thì sinh sống ở độ sâu 150 mét. A. scabra thường không ở một chỗ cố định. Những cá thể chưa trưởng thành thì lúc nào cũng di chuyển ở vùng nước nông, vùng nước bị ảnh hưởng bởi thủy triều nhưng không bao giờ đi xuống độ sâu quá 20 mét.
Chúng vừa sinh sản vô tính bằng cách phân đôi cơ thể và vừa sinh sản hữu tính. Ấu trùng của loài này là sinh vật phù du.
Thức ăn của nó là các loài ốc biển (thuộc họ Rissoidae, họ Eatoniellidae và họ Trochidae), các loài thuộc lớp Polyplacophora, thuộc lớp Chân bụng. Kích thước thay đổi thì thức ăn cũng thay đổi để tránh cạnh tranh với đồng loại có kích thước nhỏ hoặc to hơn.